# Bombus oberti
Bombus oberti (saknar svenskt namn) är en insekt i överfamiljen bin (Apoidea) och släktet humlor (Bombus) som lever i Centralasien.

## Beskrivning
Huvudet är svart, mellankroppen gul med ett svart tvärband mellan vingfästena, de två främsta tergiterna är gula och resterande tergiter orangeröda. Dock har bakkroppsspetsen en kraftig inlagring av svarta hår; för vissa individer, framför allt drottningar från den kinesiska provinsen Qinghai, kan detsamma vara fallet med den främre, större delen av den tredje tergiten (som i övrigt är orangeröd). Humlan är långtungad.

## Ekologi
Bombus oberti lever på alpina stepper och moränjordar högt upp i bergen, där den kan gå upp till åtminstone 5 400 meters höjd. Den samlar pollen och nektar framför allt från ärtväxten Caragana versicolor. Bona byggs under jorden eller i håligheter ovan jord.

## Taxonomi
Vissa forskare anser att arten är samma art som Bombus semenovi, medan andra betraktar den som en självständig art.

## Utbredning
Arten finns i Tianshan, Pamir, Kashmir, Tibet och den kinesiska provinsen Qinghai. Den har även påträffats i Kazakstan och Kirgizistan.